# Rex Norris
Richard Alexander „Rex” Norris (ur. 18 lipca 1899, zm. 17 września 1980 w Ealing) – indyjski hokeista na trawie. Złoty medalista olimpijski z Amsterdamu.
Zawody w 1928 były jego jedynymi igrzyskami olimpijskimi. W turnieju wystąpił w pięciu spotkaniach.